# Kleefeld (Edewecht)
Kleefeld ist ein ländliches Dorf und gehört zur Gemeinde Edewecht im Landkreis Ammerland in Niedersachsen. Es umfasst eine Fläche von etwa 10 km². Kleefeld liegt westlich von Friedrichsfehn und östlich von Jeddeloh I und verbindet diese beiden Ortschaften durch den Jeddeloher Damm.

## Geschichte
Als der damalige Großherzog Paul Friedrich August von Oldenburg entschied, eine Überwegung von Oldenburg durch den Wildenloh nach Edewecht zu realisieren, begannen im Herbst 1830 die Arbeiten für einen übersandeten Fahrweg mit Straßengräben. Mitte des 19. Jahrhunderts war es auch entlang dieses Weges Ziel des oldenburgischen Staats, das Ödland in Kultur zu bringen, mit dem Hintergedanken, dort später Steuerzahler anzusiedeln.
Nachdem der Fahrweg 1840 nutzbar war, startete ab 1846 die Ansiedlung von Kolonisten entlang des Wildenlohs Weg (heute: Jeddeloher Damm). 1846 besichtigte Johann Friedrich Oeltjenbruns die von ihm ausgesuchte Stelle an diesem Weg und siedelte sich dort an.  1848–54 folgte die Besiedlung weiterer, jeweils rund 10 ha große Kolonate südlich des Wildenlohs Wegs, auf die man sich bewerben konnte. Diese Wildenlohsweg genannte Kolonie zeigte um 1855 entlang der Straße bereits ein relativ homogenes Siedlungsbild und wurde bis 1862 noch ergänzt. 1874–1895 wurde der Wildenlohs Weg zur befestigten Chaussee Edewecht – Oldenburg ausgebaut.
1905–07 wurden nördlich des Wildenlohs Weges bis dahin militärisch genutzte Flächen vermessen, bis zum Portsloger Damm erschlossen und ab Sommer 1907 an erste Siedler vergeben. Dieses Gebiet hieß Wildenlohsmoor III. Um 1910 bildete sich durch Konzessionierung einer Kolonialwarenhandlung mit Dorfkrug ein Dorfmittelpunkt.
1918 beschloss der Edewechter Gemeinderat, das gesamte Siedlungsgebiet „Kleefeld“ zu nennen. 1919 wurde die Bauerschaft Kleefeld nach Trennung von der Bauerschaft Jeddeloh I selbstständig, wobei das Kolonat Rudenbrook (Wildenlohsmoor II) Klein Scharrel zugeschlagen wurde.

## Einwohnerstatistik

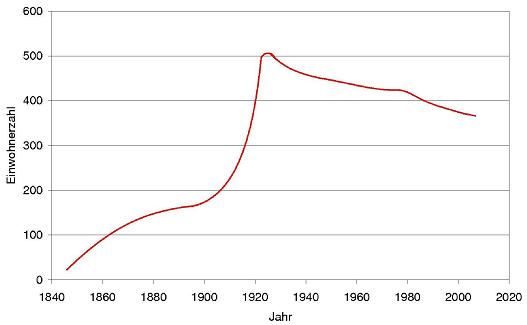
Einwohnerentwicklung

- 1855:  59 Einwohner
- 1905: 168 Einwohner
- 1925: 503 Einwohner
- 1961: 434 Einwohner
- 1983: 399 Einwohner
- 2005: 367 Einwohner
- 2007: 357 Einwohner
- 2009: 356 Einwohner
- 2014: 320 Einwohner

## Politik
Kommunalwahl

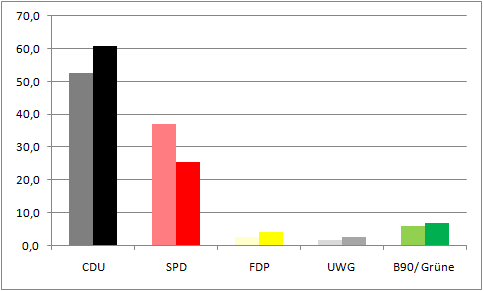
Kreistagswahl 2006

Bei der Wahl zum Kreistag 2006 kam es zu folgenden Ergebnissen:
| Partei          | 10. Sept. 2006 | 10. Sept. 2006 | 9. Sept. 2001 | 9. Sept. 2001 |
| --------------- | -------------- | -------------- | ------------- | ------------- |
| CDU             | 60,7 %         | 250            | 52,5 %        | 258           |
| SPD             | 25,5 %         | 105            | 37,1 %        | 182           |
| FDP             | 4,1 %          | 17             | 2,6 %         | 13            |
| Grüne           | 7,0 %          | 29             | 6,1 %         | 30            |
| UWG             | 2,7 %          | 11             | 1,6 %         | 8             |
| Wahlbeteiligung | 145 von 293    | 145 von 293    | 174 von 297   | 174 von 297   |
| Wahlbeteiligung | 49,5 %         | 49,5 %         | 58,6 %        | 58,6 %        |

## Vereine
- Landvolkverein Kleefeld
- Männergesangverein Kleefeld
- Soldatenkameradschaft Kleefeld

## Persönlichkeiten
- Thomas Kossendey (* 4. März 1948 in Berlin): 2006–2013 parlamentarischer Staatssekretär beim Bundesminister der Verteidigung; Präsident der Oldenburgischen Landschaft; Co-Autor der Dorfchronik „Aus braunem Moor wird grünes Land – Kleefeld“